# 手塚真生
手塚 真生（てづか まい、1990年8月10日 - ）は、日本の女優、モデル。デュアリズムマネージメント→No.9→イマージュエンターテインメント→aoao→Andmo→ ボックスコーポレーション所属。
父は俳優の篠塚勝で、母は女優の朝加真由美。

## 略歴
2009年にデビューし、ミュージックビデオやCMに多数出演。2015年には『たゆたう』など計3本の映画で主演を務める。
2019年、4965人が参加したオーディションに勝ち抜き、テレビ朝日系「帯ドラマ劇場」『やすらぎの刻〜道』への出演が決定。

## 出演

### プロモーションビデオ
- Hilcrhyme「春夏秋冬」（2009年）[10]
- ART-SCHOOL「ローラーコースター」（2009年）
- BONNIE PINK「Is This Love?」（2010年）
- ジョンフン「Rainy Flash」（2010年）
- やけのはら「THIS NIGHT IS STILL YOUNG」（2010年）※ジャケット写真
- 秦基博「初恋」（2013年）[11]

### 電子書籍
- 渡辺淳一『阿寒に果つ』（2011年、写真集＆ショートムービー） - 時任純子 役[12]

### CM
- 森永製菓「小枝」スチール
- マクドナルドスチール
- コナミスポーツスチール
- ピーナッツレーベルスチール
- マイナビスチール
- Ne-netスチール
- 日本コカ・コーラ「からだ巡茶」WEB CF
- キユーピー キユーピードレッシング「ミセス・オニオン」篇 TV CF
- 東武鉄道「東武鉄道スペーシア」
- ミスタードーナツ「素材篇」TV CF
- so natural韓国「so natural」コスメTV CF
- ORION韓国「NACHO」菓子TV CF
- ダイハツ「ウェイク」TV CM[10]
- 日立製作所「日立グループ×世界ふしぎ発見!コラボCM（2017年1月21日放送）
- サントリー「クラフトバーボン メーカーズマーク」（2019年）[2]
- ペアーズエンゲージ（2020年 - ）
- ジンジャー「誰なんだ?!ジンジャー部長シリーズ」（2022年1月 - ）[13]
- リクルート「エアウォレット」CM

### テレビドラマ
- トッカン -特別国税徴収官- 第3話（2012年7月18日、日本テレビ） - ネイルサロンの女性店員 役
- TOKYOエアポート〜東京空港管制保安部〜 第5話（2012年11月11日、フジテレビ） - 研修生CA・伊藤 役
- 救命病棟24時 第5シリーズ 第4話（2013年7月30日、フジテレビ） - 橋本沙織 役
- 土曜ワイド劇場「ミステリー作家六波羅一輝の推理3 ニライカナイの語り部 南海の離島連続殺人!!」（2013年9月14日、朝日放送） - 島袋高子 役
- ミス・パイロット 第4話（2013年11月5日、フジテレビ） - ほのか 役
- ノーコン・キッド 〜ぼくらのゲーム史〜 第6話（2013年11月8日、テレビ東京） - マイ 役
- 僕のいた時間 第4話（2014年1月29日、フジテレビ） - 南沢歌苗 役
- ST 警視庁科学特捜班 第3話（2014年7月30日、日本テレビ） - ホステス 役
- 保育探偵25時〜花咲慎一郎は眠れない!!〜 第7話（2015年2月27日、テレビ東京） - エミコ・バービナーの付き人 役
- 2夜連続スペシャルドラマ「レッドクロス〜女たちの赤紙〜」（2015年8月1日・2日、TBS） - 古賀まき 役
- UNDERWEAR 第8話（2015年9月、Netflix× CS） - ゲストメイン・カオル役
- グッドモーニング・コール （2016年2月12日 - 、フジテレビオンデマンド、Netflix） - 北浦希 役
- ヒガンバナ〜警視庁捜査七課〜 第8話（2016年3月2日、日本テレビ） - 栗田さゆり 役
- 水曜ミステリー9 「警視庁強行犯係・樋口顕3」（2016年12月21日、テレビ東京） - 永田理香 役
- コードネームミラージュ 第8話（2017年5月27日、テレビ東京） - 園田美月 役
- 少年寅次郎 第3話（2019年11月2日、NHK）
- やすらぎの刻〜道（2019 - 2020年、テレビ朝日） - 根来晴子 役
- 大河ドラマ 青天を衝け（2021年、NHK） - 尾高きせ 役
- コールドケース3 〜真実の扉〜 第6話（2021年1月16日、WOWOW） - 泉本薫（青年期）役
- 連続テレビ小説 ちむどんどん 第67回（2022年7月12日、NHK） - 高石真知子 役[14]
- ノッキンオン・ロックドドア 第3話（2023年8月12日、テレビ朝日） - 佐野奈々 役
- 私をもらって 〜追憶編〜（2024年7月6日 - 8月31日、日本テレビ） - 一条叶恵 役[15]
  - 私をもらって 〜恋路編〜（2024年11月30日 - 2025年2月1日、日本テレビ）
- 警視庁ゼロ係〜スカイフライヤーズ〜（2024年7月22日、テレビ東京） - 冴島瑠璃子 役[16]
- 科捜研の女 Season24 第10話（2024年9月11日、テレビ朝日）- 木本沙友里 役

### テレビバラエティ
- 復活!オールスター家族対抗歌合戦（2016年7月16日・2017年1月2日、BSフジ） - アシスタント

### 映画
- 渇き。（2014年6月27日、ギャガ）[10] - 育児放棄する若い母 役
- 甲斐バンド40周年記念短編映画集『破れたハートを売り物に』「この柔らかい世界」（2015年） - 主演・珠里 役[11]
- W&M ウーマンアンドマン 小さな奇跡の島物語（2015年） - 主演・川上結衣 役[11]
- たゆたう（2015年） - 主演・片岡純子 役[11]
- おかあさんの木（2015年）[17]
- 夜明けまで離さない（2018年10月27日、アルゴ・ピクチャーズ）[10]
- 来る（2018年12月7日、東宝）[2]
- 十二単衣を着た悪魔（2020年） - 六条御息所

### ウェブテレビ
- 私が獣になった夜（2021年6月25日、ABEMA） - 絵梨 役

## 書籍
デジタル写真集
- 拝啓 手塚真生（2022年7月7日発売、撮影：丸谷嘉長）